# Войчишин, Владимир Иосифович
Влади́мир Ио́сифович Войчи́шин (22 августа 1954 года, Барнаул) — русский скульптор-ювелир, общественный деятель.

## Биография
Родился 22 августа 1954 года в г. Барнауле Алтайского края. Окончил художественную школу, ювелирное училище и Алтайский технический университет. В течение ряда лет работал художником, дизайнером, скульптором в родном городе.
С начала 1990-х годов жил и работал в Кении, Объединённых Арабских Эмиратах, Иране, США, Германии, Англии, Голландии, Канаде, интенсивно занимался художественным самообразованием, накапливая творческий потенциал, а также создавал скульптурные композиции из различных материалов: чёрного дерева (эбони), канадского кедра, бронзы, драгоценных металлов.
В 2011—2012 гг. преподавал в Аргентине (Universidad de Buenos Aires, UBA) художественное литье. С 2001 года живёт в России, занимается творческой и общественной деятельностью.
В настоящее время Владимир Иосифович проживает в городе-курорте Белокуриха. В браке состоит с 1980 г., жена — Войчишина Наталья Ивановна, канд. техн. наук, профессор. Дочь — Войчишина Наталья Владимировна 1981 г. р. проживает в Канаде.

## Творчество
В 2008 году Государственный Эрмитаж приобрел три работы художника  — арт-объекта «Скрипка Ротшильда», композиции «Анубис» и фигурки «Петушок на камне» в коллекцию западноевропейского прикладного искусства. За двести лет после знаменитой Колыванской Царицы ваз — это единственное поступление от алтайских мастеров, причем прижизненное.

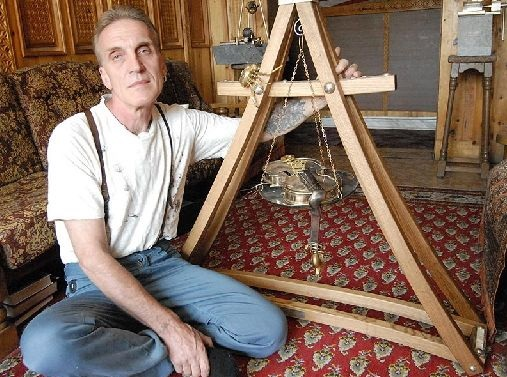
«Скрипка Ротшильда»

Во втором десятилетии XXI века Владимир Войчишин осуществил несколько крупных культурно-просветительских проектов на Алтае.
В 2009 году (год Индии в России) им создан и установлен на территории особой экономической зоны «Бирюзовая Катунь» на берегу реки Катунь единственный в мире памятник Николаю Рериху, выполненный в мраморе. Памятник подарен автором Алтайскому краю и является экспонатом Государственного музея истории, литературы и искусств Алтайского края.
В 2013 г. в городе-курорте Белокуриха в холле санатория была установлена мраморная скульптура «Чаплин, принимающий бальнеопроцедуры», сюрреалистический сюжет которой был навеян впечатлениями автора от курорта и аллюзией к фильму, где комик падает в ванну с водой. Эта скульптура стала местом притяжения отдыхающих и визитной карточкой Белокурихи.
В 2014 г. (перекрестный год культуры Великобритании и России) на территории особой экономической зоны «Бирюзовая Катунь» был открыт единственный в мире мраморный памятник Джону Леннону. В едином комплексе с памятником Джону Леннону расположена художественная галерея с живописными работами художников России и скульптурами Владимира Войчишина.
В 2018 г. на территории историко-архитектурного комплекса «Андреевская слобода» недалеко от г. Белокурихи установлен мраморный бюст классику русской литературы Н. В. Гоголю, а в самом городе-курорте — бюст С. И. Гуляева, русского историка, изобретателя, исследователя и этнографа, чьи работы положили начало подробным исследованиям Белокурихинских горячих источников.
О творчестве Владимира Войчишина в 2010 году телекомпанией Russian travel guide TV снят документальный фильм.

### Критика
По мнению искусствоведа Натальи Царевой (одной из самых известных и авторитетных искусствоведов на Алтае, канд. искусствоведения; заслуженный работник культуры Российской Федерации, заместитель директора по научной работе Государственного художественного музея Алтайского края) «перед нами по-настоящему интересный, оригинальный художник, со своим, неповторимым видением мира»)
По технике исполнения — это станковая скульптура, выполненная с тщательной детализацией, с большим мастерством и талантом. Он великолепно владеет материалом, но, я думаю, если бы он создал свои работы в бронзе или мраморе, они бы не потеряли своей художественной ценности. Здесь важны сама по себе идея, уровень её воплощения, талант художника. Другое дело, что известные ювелиры могут оценить виртуозность Войчишина ещё и как мастера, сумевшего на таком высоком техничном уровне «приручить» золото, платину и серебро. Каждая работа Войчишина — это отдельный рассказ, философский, многосмысловой сюжет
«Творчество Владимира Войчишина связано с авангардным направлением, объединившим художников-ювелиров XX века, которые отказались от традиционного понимания назначения ювелирного искусства. Концептуальный подход, использование аллюзии и фантасмагорических форм, абсурдные сочетания натуралистических образов в композициях — все эти составляющие произведения складывались в единую систему на протяжении долгой творческой жизни мастера. Его работы соединили в себе традиции старых мастеров и уже классиков XX века, которые выражены, в конечном итоге, в удачном подборе материала и оригинальных идеях, основанных на концепциях сюрреализма», — так оценивала творчество художника доктор искусствоведения, заведующая сектором западноевропейского серебра Государственного Эрмитажа, член Международной ассоциации историков ювелирного искусства М. Н. Лопато в предисловии к изданной в 2015 году на Алтае книге «В. Войчишин. В центре времени и пространства».

## Работы

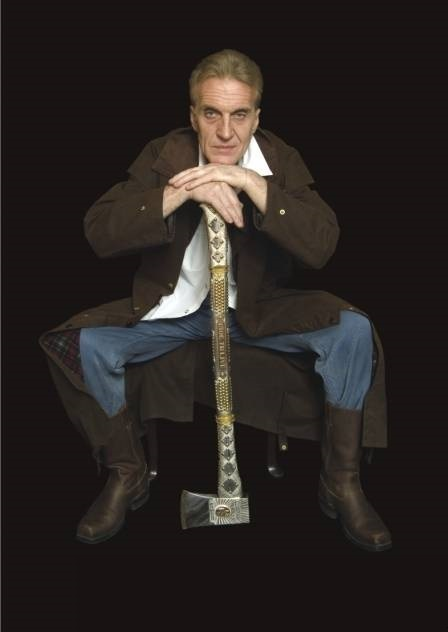
«Топор» — произведение В. И. Войчишина

- «72» (серебро, золото, бриллианты; гравировка, ковка, литье, гранит)
- «Центр времени и пространства» (серебро, золото, сапфиры, дуб; гравировка, ковка, литье)
- «Индиго» (серебро, золото, бриллианты, сапфиры, гранит; гравировка, ковка, литье)
- «Арт-метроном для двух художников» (серебро, золото, бриллианты, гранит; гравировка, ковка, литье)
- «Капкан истории» (серебро, гранит; гравировка, ковка, литье)
- «Технодива» (серебро, золото, бриллианты; ковка, литье, гранит)
- «Русский кинематограф» (серебро, золото, гранит; гравировка, ковка, литье)
- «Уимблдон» (серебро, золото, гранит; гравировка, ковка, литье)
- «Байкер как икона» (серебро, золото, дуб; гравировка, ковка, литье)
- «Представьте» (серебро, золото, платина, бриллианты, дуб; гравировка, ковка, литье)
- «Скрипка Ротшильда» (серебро, золото, дуб; гравировка, ковка, литье)
- «Анубис» (серебро, золото, оникс, лазурит)
- «СВР» (Служба внешней разведки Российской Федерации)» (серебро, золото, бриллианты)
- «Разногласие» (серебро, золото)
- «Жизнь есть жизнь» (серебро, золото)
- «Андрогин» (серебро, золото)
- «Мастер и Маргарита» (серебро, золото)
- «Винсент Ван Гог» (серебро, золото)
- «Михаил Лермонтов» (серебро)
- «Петушок на камне» (серебро, золото, хризопраз)

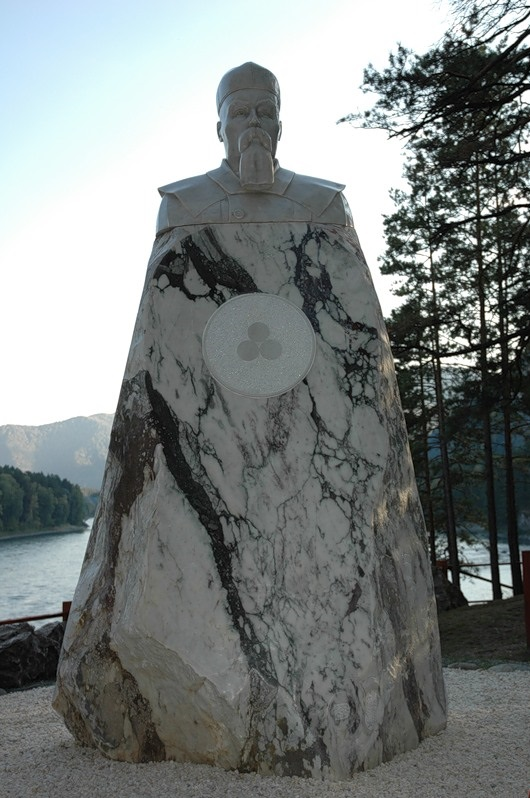
Памятник Н. Рерих

- Памятник Н. К. Рериху (белый мрамор, постамент — цветной мрамор)
- Памятник участнику группы The Beatles Джону Леннону (цветной мрамор)
- Скульптурная композиция «Der Kontrabass» по одноимённой пьесе Зюскинда (цветной мрамор)
- «Чаплин, принимающий бальнеопроцедуры» (мрамор)
- «Окимона (по мотивам японского эпоса)» (белый мрамор)
- «Граммофон, мечтающий стать компьютером» (цветной мрамор
- «WWW. Всемирная паутина)» (белый мрамор, серебро, дуб, чугунное литье)
- Бюст Н. В. Гоголя (мрамор)
- Бюст С. И. Гуляева (мрамор)

- «Турецкий гамбит» Серебро, золото, белоречит; гравировка, ковка, литье)
- «Медведь своей тайги не отдаст» (серебро, золото, азур-малахит; гравировка, ковка, литье)
- «Эйнштейн. День рождения» (серебро, золото; гравировка, ковка, литье)
- «Генетическая память времени» (серебро, золото, белоречит; гравировка, ковка, литье)
- «Красота и горечь. В. М. Шукшин» (серебро, золото; гравировка, ковка, литье)
- «Сын Шарикова» (серебро, золото, азур-малахит; гравировка, ковка, литье)
- «Буратино. Непорочное зачатие» (серебро, золото, азур-малахит; гравировка, ковка, литье)
- "Конец немого кинематографа" (серебро, золото, азур-малахит; гравировка, ковка, литье)
- «Тайная жизнь Сальвадора Дали» (серебро, дуб)
- Шоколадная деревня «Хоббитания»

### Выставки
- Кения, Найроби, частная галерея, 1995 г.
- США, Парамес, (Нью-Джерси), Галерея современного искусства, 1997 г.
- Англия, г. Бриджвотер, Художественная галерея, 1999 г.
- Канада, Ванкувер, персональная выставка в музее антропологии (Museum of Anthropology), 2000 г.
- Россия, Москва, Государственная дума , 2008 г.
- Россия, Барнаул, Государственный художественный музей Алтайского края, 2009 г.

### Общественная и политическая деятельность
Является членом Общественной палаты Алтайского края. Владимир Войчишин вносит большой вклад в развитие Алтайского края как туристического региона: создает разнообразные туристические артобъекты для алтайских курортов Белокуриха и Белокуриха Горная, открыл «Музей серебра» и «Музей шоколада» в которых экспонируются работы скульптора, осуществил проекты «Водяная мельница» и «Деревня хоббитов», ставшие точками притяжения для многочисленных туристов.

## Награды
- Медаль «За заслуги перед Обществом»
- Медаль Николая Рериха и Благодарственное письмо Международного Центра Рериха.
- Медаль Алтайского края «За заслуги в труде»[13]
- Юбилейная медаль Алтайского края за заслуги в области общественной деятельности
- Орден «За заслуги перед Алтайским краем» II степени (18 июля 2019) — за большой личный вклад в социально-экономическое развитие Алтайского края и активную общественную деятельность
- Звание «Почетный гражданин города-курорта Белокуриха»
- Орден "За заслуги перед Алтайский краем" I Степени
- Почетная грамота Совета Федерации